# Kodeks Ludwika XIV

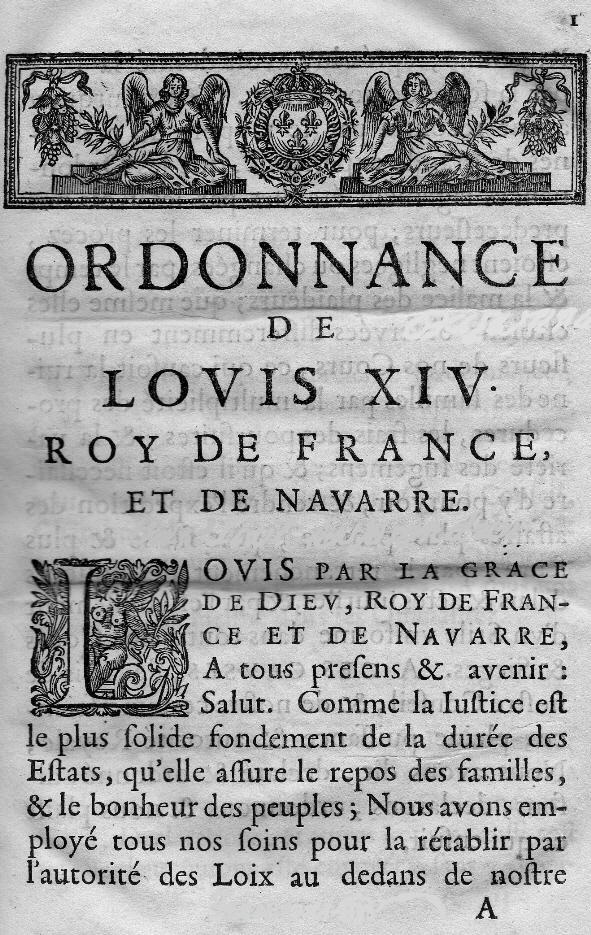
Strona tytułowa Kodeksu Ludwika XIV

Kodeks Ludwika XIV – zbiór dwóch ordonansów (tzw. "wielkich ordonansów"): postępowania cywilnego i postępowania karnego, opracowywanych od 1661 na polecenie Ludwika XIV, m.in. przez Colberta i wydanych w latach 1667–1670. Celem Kodeksu (a raczej dwóch odrębnych ordonansów) było uporządkowanie francuskiego prawodawstwa sądowego. Oparto się zarówno na południowofrancuskich normach prawa rzymskiego i północno - francuskich germańskiego prawa zwyczajowego.
Ordonans o postępowaniu cywilnym z 1667 (Ordonnance sur la réformation de la justice civile) dotyczył przepisów procedury cywilnej, składał się z trzydziestu pięciu artykułów. Główne postanowienia to:
- Konieczność dokładnego zredagowania pozwu przez powoda (określenie sądu, terminu stawienia się do sądu przez pozwanego).
- Strony zawiadamiały sąd o treści sporu.
- Ustny charakter rozprawy.
- Główne środki dowodowe: zeznania świadków, przysięga, dokumenty.
- Możliwa była apelacja i kasacja

Ordonans o postępowaniu karnym z 1670 (Ordonnance sur la réformation de la justice criminelle) regulował procedurę karną, zawierając także przepisy prawa karnego, dotyczące np. kary galer. Jego główne postanowienia to:
- proces poprzedzony postępowaniem informacyjnym.
- ocena wiarygodności świadków ze względu na ich pochodzenie i status społeczny.
- duża rola prokuratora (wydawał decyzję o przesłuchaniu świadka, wnioskował o wydanie wyroku skazującego).
- na wniosek oskarżonego sąd mógł zarządzić przeprowadzenie postępowania dowodowego.

W literaturze podkreśla się rolę Kodeksu Ludwika XIV dla unormowania działalności francuskiej administracji i wymiaru sprawiedliwości. Posłużyły również do przygotowania Kodeksu Napoleona.